# アルカエフルクトゥス
アルカエフルクトゥス（古果、Archaefructus）はジュラ紀から白亜紀に入る頃生育した被子植物の化石属。現在見出されている最も古い被子植物の化石で、古い被子植物の形態を表していると考えられている。
中国遼寧省の中生代の地層から、吉林大学の孫革教授らによって発見された。Archaefructusは“古代の果実”の意味
この属の花は枝の先の方を占めており、基部の雄蕊と先端部の雌蕊がそれぞれ複数、間隔を置いて互生、又は
状に枝について構成されている。花被（花弁、又は萼）は無い。雄蕊・雌蕊の間隔が開いているので花序の様にも見え、単純な花からなる花序との見方もある。雌蕊は2つに折れた葉の形をしており中に複数の種子を含む（マメ科の様に見える）。雄蕊は花糸の先に葯（単溝粒花粉を含む）がついた被子植物らしい形をしているが、花糸が分岐する点で特殊。葉は細かく切れており、葉柄の基部は膨らんでいる。水中に生育していた草と考えられており、葉などの形態も水中に適応したものと考えられるが、花は水上に出ていたと思われる。
形態的分岐分析からは現生の被子植物全体に対する姉妹群との結果が出ている（但しスイレン目の系統に入れても良いとする報告もある）。この花の構成は、もし枝が短縮して下の葉が花被化すればモクレン科型の花（雄蕊と雌蕊が螺旋状に配列する：ストロビロイド説では原始的タイプと考えられている）になると考えられ、基本的には最も原始的な被子植物に近いだろうとする考え方が有力である。
なお、Archaefructusを含め原始的被子植物は水生植物から進化したとする考えも存在する。

## 種
1. 遼寧古果 - Archaefructus liaoningensis　Sun, Dilcher, Zheng et Zhou, 1998
2. 中華古果 - Archaefructus sinensis　Sun, Dilcher, Ji et Nixon, 2002
3. 始花古果 - Archaefructus eoflora　Ji, Li, Bowe, Liu et Taylor, 2004